# 1325
1325 је била проста година.

## Догађаји
- Википедија:Непознат датум —  Рат Србије и Дубровника (1325—1326)  Дубровaчка република је ушла у рат са српским краљем Стефаном Урошем III Дечанским
- Википедија:Непознат датум — Основан Мексико Сити

## Смрти
- Википедија:Непознат датум — Свети Никодим, архиепископ српски